# Round of Applause
«Round of Applause» — перший сингл з другого студійного альбому Triple F Life: Friends, Fans & Family американського репера Waka Flocka Flame. На оригінальній версії, що потрапила до мережі на початку серпня 2011 р., був присутній лише Waka Flocka. 10 вересня Drake помістив на свій блоґ October's Very Own власний ремікс. 13 жовтня Waka Flocka заявив, що після мастерингу він стане окремком і увійде до платівки замість початкової версії.

## Відеокліп
20 січня 2012 р. Джаніс Лламока, чірлідер Лос-Анджелес Лейкерс, опублікувала відеоролик зі зйомок кліпу, знятий на свій iPhone. 30 січня оприлюднили офіційне відео з-за лаштунків. 25 лютого відбулась прем'єра кліпу. Режисер: Mr. Boomtown. Репер Lil Chuckee та Дрея з реаліті-шоу «Жінки баскетболістів» (англ. Basketball Wives) знялися у відео.

## Чартові позиції
| Чарт (2011–2012)         | Найвища позиція |
| ------------------------ | --------------- |
| US Billboard Hot 100     | 86              |
| US Hot Rap Songs         | 16              |
| US Hot R&B/Hip-Hop Songs | 15              |